# Eublemma titanica
Eublemma titanica là một loài bướm đêm trong họ Erebidae.